# Стрілянина в Сані (2013)
26 листопада 2013 року невідомі здійснили два напади в Сані, Ємен. Жертвами нападів стали двоє білоруських військових фахівців та один єменський поліцейський.

## Передумови
На початку 2010-х років уряд Ємену на чолі з націоналістичною партією Загальний народний конгрес, де були переважно суніти, вів збройну боротьбу проти шиїтського руху «Ансар Аллах», більш відомого як «хусити». Третьою силою конфлікту були південноєменські сепаратисти та ісламські радикальні угруповання.

## Білоруські спеціалісти
Відомо, що як мінімум двоє білорусів у 2013 році направлені по державній лінії для підтримки єменських силовиків. За офіційною заявою білоруської сторони, вони працювали при охороні президента, проте, на думку військового аналітика Олександра Алесіна, головним завданням було допомога в технічному обслуговуванні танків Т-80БВ, закуплених Єменом в Білорусії в 2010 році. Ці машини неодноразово використовувалися в ході бойових дій.
Одним з фахівців був Анатолій Мазинський, молодший брат відомого білоруського театрального режисера Валерія Мазинського. Анатолій працював на 140-му танкоремонтному заводі. У публікації 2012 року військова газета «Во славу Родины» назвала його найдосвідченішим випробувачем відремонтованих танків, який працював на заводі з 1974 року. Як писало видання, «в ході бесіди з випробувачами з'ясувалося, що фахівці часто виїжджають в закордонні відрядження з метою технічного обслуговування машин і демонстрації можливостей зразків продукції, що випускаються».

## Події
26 листопада 2013 року при виході з готелю «Амстердам» в центрі Сани білоруси потрапили під вогонь бойовиків, які під'їхали до будівлі на мотоциклі. Зловмисники були озброєні пістолетом або автоматом з глушником. Один з іноземців, Мазинський, помер на місці, а другий, чия особа невідома, отримав важке поранення. Дві години після нападу мотоциклісти (імовірно, ті ж, що стріляли біля готелю) на вулиці Ховлян вбили офіцера поліції Ахмеда аль-Джаадарі. 27 листопада стало відомо, що другий потерпілий білорус помер від ран у лікарні.

## Реакція
Спочатку в ЗМІ повідомлялося, що жертвами атаки біля готелю стали росіяни. Однак пресаташе російського посольства в Ємені Микола Лягушин назвав постраждалими білорусами, спростувавши інформацію про громадян Росії. З його слів, вони працювали в країні за приватним контрактом, а дипмісія надала всю необхідну допомогу постраждалим. Представника МЗС Ємену полковник Мохаммеда аль-Маурі заявив, що іноземці є військовими фахівцями. Своєю чергою, як повідомила заступник начальника управління інформації МЗС Білорусії Марія Ваньшина, білоруська сторона почала перевірку даної інформації. Незабаром офіційний представник МЗС Андрій Савіних і глава Державного військово-промислового комітету Республіки Білорусь Сергій Гурульов підтвердили, що жертвами стали білоруси, направлені по державній лінії для підтримки Єменських силовиків. Консульські служби зв'язувалися з єменською владою і російським посольством в цій країні для уточнення обставин події та надання необхідної допомоги.
Жодне терористичне угрупування не взяло на себе відповідальність за атаку. Єменські ЗМІ припускали, що напад став відповідною акцією «Аль-Каїди». Двома днями раніше урядова авіація знищила 12 членів терористичної мережі.